# Roberto's Taco Shop
Roberto's Taco Shop é uma cadeia de restaurantes mexicanos na Califórnia e no Nevada, com localizações principalmente em San Diego e no Vale de Las Vegas. Está sediada em Las Vegas, e tinha 77 estabelecimentos em 2020. A empresa teve origem numa tortilleria fundada em San Ysidro, San Diego, em 1964, por Roberto Robledo e a sua mulher Dolores. Posteriormente, compraram vários restaurantes, antes de lhes darem o nome de Roberto's Taco Shop, por volta de 1970. A cadeia expandiu-se para o Vale de Las Vegas em 1990 e, no final da década, estava também operando em Miami.